# Vlag van Fuerteventura

Vlag van Fuerteventura

De vlag van Fuerteventura is verticaal in twee helften verdeeld, groen (links) en wit. In het midden van de vlag staat het wapen van het eiland.
Net als de vlag van het eiland Lanzarote is de vlag van Fuerteventura niet officieel goedgekeurd door de regering van de Canarische Eilanden. Het is echter wel de vlag die meestal wordt gebruikt om Fuerteventura te vertegenwoordigen bij zowel officiële als populaire evenementen.